# Alfred Molina
Alfred Molina (født 24. maj 1953 i London, England) er en britisk skuespiller, uddannet ved Guildhall School of Music and Drama.
Molina er en betydelig karakterskuespiller som har gjort indsats i en lang række film. Han filmdebuterede i en smårolle i Raiders of the Lost Ark (Jagten på den forsvundne skat, 1981) og spillede en større rolle i Letter to Brezhnev (Brevet til Bresjnev, 1985), men det var som dramatikeren Joe Ortons elsker i Stephen Frears' Prick Up Your Ears (Spids ørerne, smukke, 1987) at han blev lagt mærke til. Han var kedelig ægtemand i Enchanted April (Vidunderlige april, 1992), havde roller i Paul Thomas Andersons Boogie Nights (1997) og Magnolia (1999), og spillede fransk borgmester i Lasse Hallströms Chocolat (2000). I tv-serien Bram & Alice (2002) var han en excentrisk forfatter. Molina har siden medvirket i bl.a. Frida (2002), filmen om maleren Frida Kahlo hvor han spillede hendes ægtemand Diego Rivera, James Mangolds skrækfilm Identity (2003), Spider-Man 2 (2004), hvor han var skurken, og The Da Vinci Code (Da Vinci Mysteriet, 2006). I 1991 spillede han også med i den gribende og sandfærdige historie om Betty Mahmoody's Ikke uden min datter.

## Filmografi
- Spider-Man: No Way Home (2021)